# Bipaga II
Bipaga II est un village du Cameroun situé dans la région du Sud et le département de l'Océan. Faisant partie de la commune de Lokoundjé, il se trouve à 30 km de Kribi sur la route qui lie Kribi à Edéa.

## Population
En 1966, la population était de 124 habitants. Lors du recensement de 2005, le village comptait 159 habitants dont 86 hommes et 73 femmes, principalement des Evuzok.